# Alliklik
Alliklik (Tataviam) su indijansko pleme iz skupine Serrano Šošona, porodice Uto-Azteka nastanjeno u 19. stoljeću na području gornjeg toka rijeke Santa Clara u Kaliforniji. Pleme je imalo više sela:
Akavavi Kashtu, Etseng, Huyang, Küvung, i Pi'idhuku (na Piru Creek, the posljednje u Piru), Kamulus (na Castac Creek), Kashtük Tsawayung (na ogranku Castac Creeka).
1770. Serrano, Vanyume, i Kitanemuk imali su 3,500 pripadnika; do 1930. broj im se smanjio na 361. 
Allikliki su u dolinu Santa Clare došli oko 450. godine nove ere. Tamošnji susjedi Indijanci Kitanemuk iz doline Antelope Valley prozvali su ih Tataviam, ime nastalo iz njihovih riječi "taviyik" ("sunčana padina") i "atavihukwa" ("onaj koji se sunča") pa bi ime ugrubo značilo "narod okrenut suncu". Ime Alliklik (značenja "narod koji muca ili nerazgovjetno govori") dobili su od mnogo miroljubivijih Chumash Indijanaca.
Allikliki su živjeli u nekih 20 sela oko gornjih pritoka Santa Clare pa istočno do Piru Creeka i širili se preko Sawmill Mountainsa na sjever do Antelope Valleya. Od njihovih sela (selo=Ki’j) poimence su poznata Nuhubit, Tochonanga, Piru-U-Bit, i vrlo veliko selo Chaguibit. Nastambe Alliklika bile su čunjaste, s rebrima od vrbe, prekrivene travom ili drugim biljnim pokrovom. Velčika naselja su imala i igrališta za ples, groblja, hambare i saune slične parnim kupeljima, koja Indijancima služe za pročišćavanje i relaksaciju. 

Allikliki su bili veoma prilagođeni prirodi i lokalnom okolišu, nisu se bavili poljoprivredom, a hranili su se svime što im je tamošnja priroda nudila - životinjama (jeleni, zec, vjeverice, ptice, gušteri, zmije, skakavci, ličinke), te biljem i voćem (žir, juka (yucca), 'toyon' (Heteromeles arbutifolia - biljka crvenih plodova suhe klime), sjemenke lokalne vrste kadulje (Salvia tiliafolia) visoke kvalitete masti (velika koncentracija omega-3 masnih kiselina), te heljda).
Allikliki su "najoštroumniji i najmarljiviji Sjevernoamerički Indijanci", kaže Paul Higgins. Svoj život provode bez zakona, bez zatvora i bez novca. Do dolaska misionara (1769.) nisu poznavali koncept pakla i zlih duhova u svojoj religiji.
Posljednji punokrvni Tataviam Juan José Fustero, umro je 30. lipnja 1921. godine.  

## Vanjske poveznice
- Swanton
- Antelope Valley Indian Peoples
- Searching for Tataviam Answers
- Santa Claríta Valley History in Pictures
- CULTURAL RESOURCES  Arhivirana inačica izvorne stranice od 30. rujna 2007. (Wayback Machine)